# God Is Dead?
God Is Dead? è un singolo del gruppo musicale britannico Black Sabbath, pubblicato il 19 aprile 2013 come primo estratto dal diciannovesimo album in studio 13.

## Descrizione
Si tratta del primo singolo del gruppo che vede come cantante Ozzy Osbourne per la prima volta dai tempi di Psycho Man e Selling My Soul, entrambi singoli estratti dall'album dal vivo Reunion (1998).
Sia il titolo che la copertina del singolo sono un riferimento al filosofo tedesco Friedrich Nietzsche, che affermò "Dio è morto" (in inglese "God is dead").
La canzone è stata premiata con il Grammy Award alla miglior interpretazione metal il 26 gennaio 2014.

## Video musicale
Il video, diretto da Peter Joseph, è stato reso disponibile il 10 giugno 2013.

## Tracce
1. God Is Dead? – 8:52 (testo: Geezer Butler – musica: Ozzy Osbourne, Geezer Butler, Tony Iommi)

## Classifiche
| Classifica (2013)             | Posizione massima |
| ----------------------------- | ----------------- |
| Canada                        | 79                |
| Germania                      | 99                |
| Regno Unito                   | 145               |
| Regno Unito (rock & metal)    | 6                 |
| Stati Uniti (mainstream rock) | 7                 |
| Stati Uniti (rock)            | 26                |